# Tsoknyi Rinpoché
Tsoknyi Rinpoché (tibétain : ཚོགས་གཉིས་རིན་པོ་ཆེ, Wylie : tshogs gnyis rin po che) ou Ngawang Tsoknyi Gyatso (né le 13 mars 1966) est un professeur et auteur bouddhiste tibétain et fondateur de la Fondation Pundarika. Il est le 3e dans la lignée des Tsoknyi Rinpoché, et a été reconnu par le 16e karmapa comme la réincarnation de Drubwang Tsoknyi Rinpoché. Il est un tulkou des traditions Drukpa Kagyü et Nyingma et détenteur des lignées Ratna Lingpa et Tsoknyi.
Il a commencé ses études au monastère de Khampagar à Tashi Jong dans l'Himachal Pradesh en Inde, à l'âge de treize ans. Ses principaux professeurs sont Khamtrul Rinpoché Dongyu Nyima, son père Tulku Urgyen Rinpoché, Dilgo Khyentse Rinpoché, Nyoshul Khen Rinpoché et Adeu Rinpoche.
Tsoknyi Rinpoché a supervisé le monastère Tergar Osel Ling, fondé à Katmandou au Népal, par son père, Tulku Urgyen Rinpoché. Ses frères sont Chokyi Nyima Rinpoché, Tsikey Chokling Rinpoché et Mingyur Rinpoché et ses neveux sont Phakchok Rinpoché et la réincarnation de Dilgo Khyentse Rinpoche, connu populairement sous le nom de Khyentse Yangsi Rinpoche. Il a supervisé les activités du monastère et introduit des études pour les non-Tibétains. Sous sa direction, la ccommunauté a « prospéré et est devenue une sangha mature composée de pratiquants dévoués »,.
En 2005, il a conduit un groupe d'étudiants à Nangchen, dans l'est du Tibet, pour rencontrer les nonnes de Tsoknyi Nangchen, qui vivent et pratiquent la méditation dans des couvents et des ermitages isolés. Ce voyage est devenu le sujet d'un documentaire intitulé Blessings: The Tsoknyi Nangchen Nuns of Tibet (Bénédictions : Les nonnes Tsoknyi Nangchen du Tibet) raconté par Richard Gere.

## Dialogue avec le bouddhisme Theravada
Tsoknyi Rinpoché guidait autrefois la méditation avec le moine bouddhiste Theravada Ajahn Amaro (en) au centre de méditation Lingyan dans le nord de la Californie, aux États-Unis. La sagesse du Dzogchen en relation avec la méthode traditionnelle zen de la forêt thaïlandaise est abordé dans le livre d'Ajahn Amaro "Petit Bateaux et Montagnes",.

## Publications
- Tsoknyi Rinpoche, Open Heart, Open Mind—Awakening the Power of Essence Love, New York: Harmony, 2012  (ISBN 978-0-307-88820-4)
- Tsoknyi Rinpoche, Carefree Dignity: Discourses on Training in the Nature of Mind (Boudhanath, Hong Kong & Esby: Rangjung Yeshe Publications, 1998)
- Tsoknyi Rinpoche, Fearless Simplicity: The Dzogchen Way of Living Freely in a Complex World, (Boudhanath, Hong Kong & Esby: Rangjung Yeshe Publications, 2003)  (ISBN 962-7341-48-7)
- Tsokyni, Rinpoche, Sylvia Boorstein, Norman Fischer, "Solid Ground: Buddhist Wisdom for Difficult Times," (Berkeley: Parallax Press, 2011)